# Topclass supersports
Topclass supersports is een motorfietsclassificatie. 
Dit zijn zeer snelle motorfietsen van meer dan 750 cc. Topclass supersports zijn feitelijk machines die zijn ontwikkeld voor het WK Superbike, maar vanwege de homologatie zijn ze ook streetlegal leverbaar.

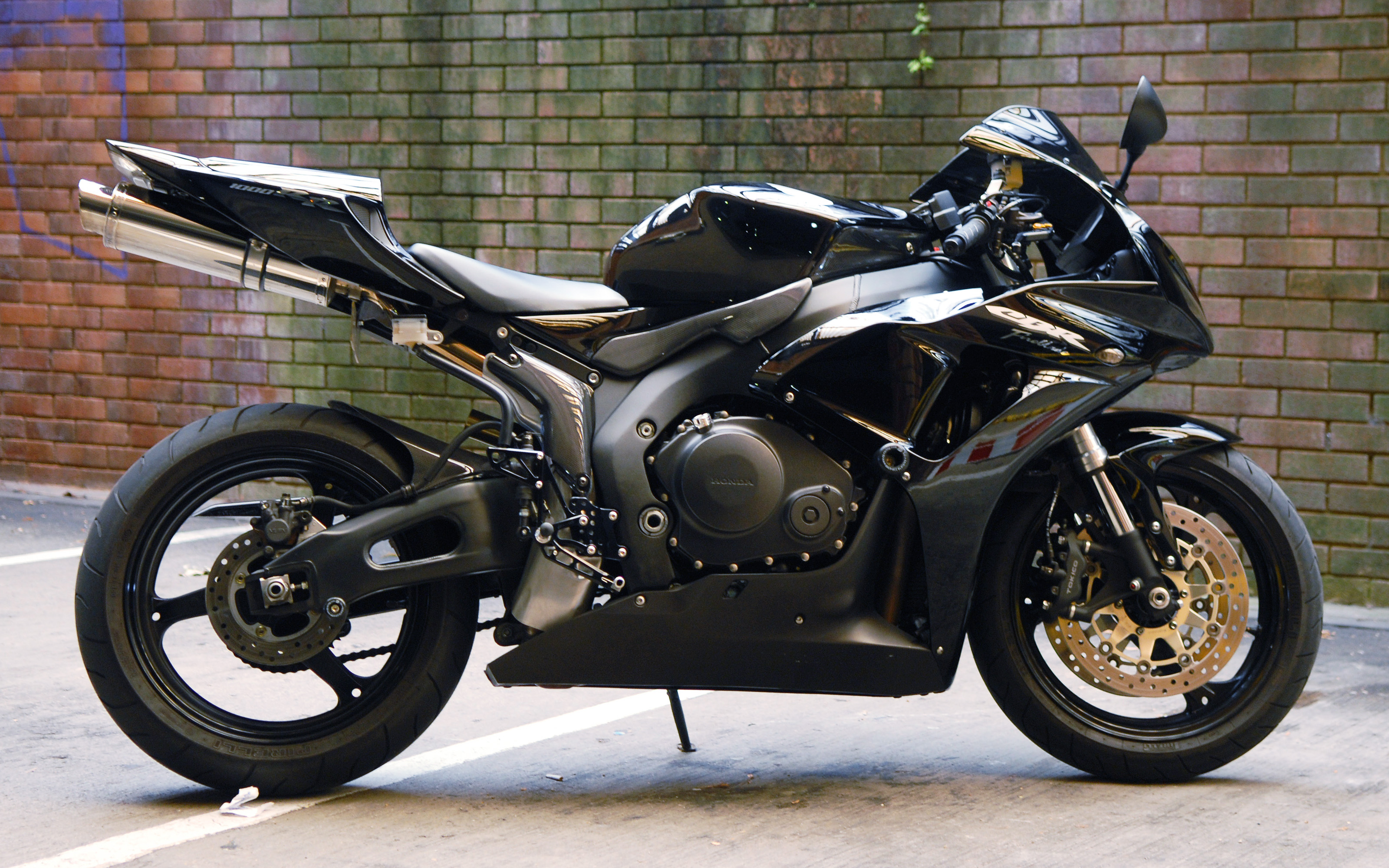
Honda CBR 1000 RR
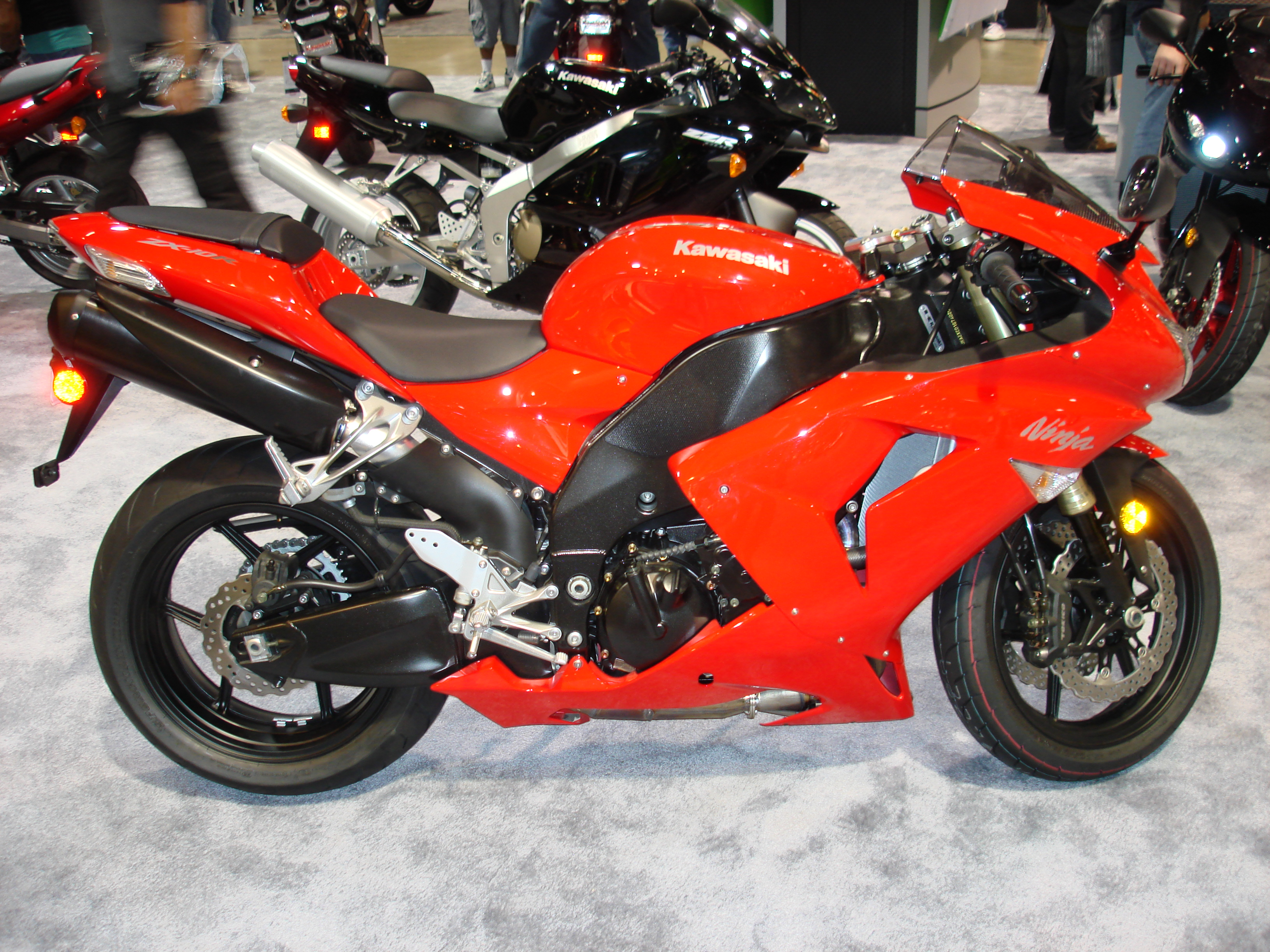
Kawasaki ZX-10R
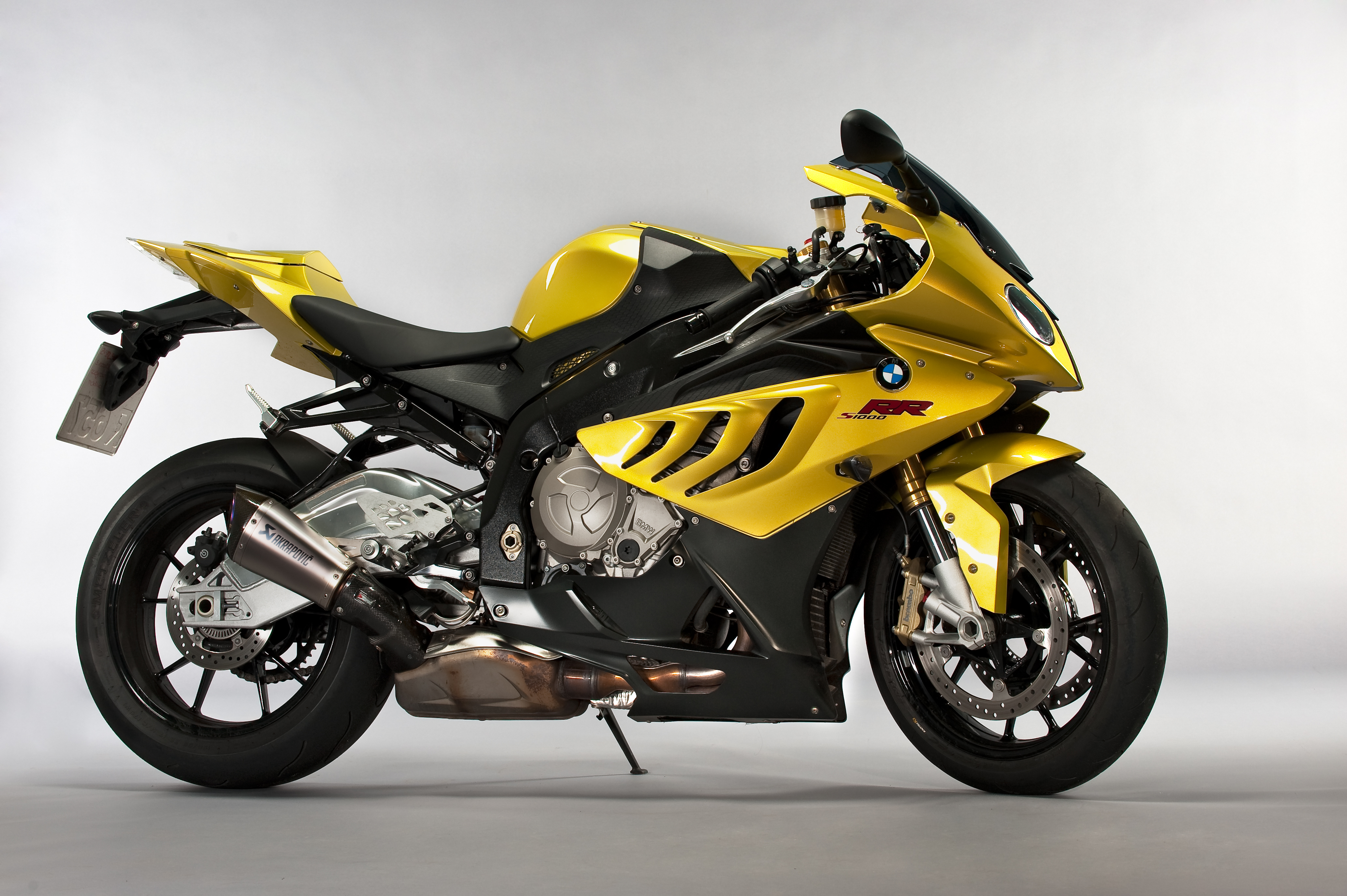
BMW S 1000 RR
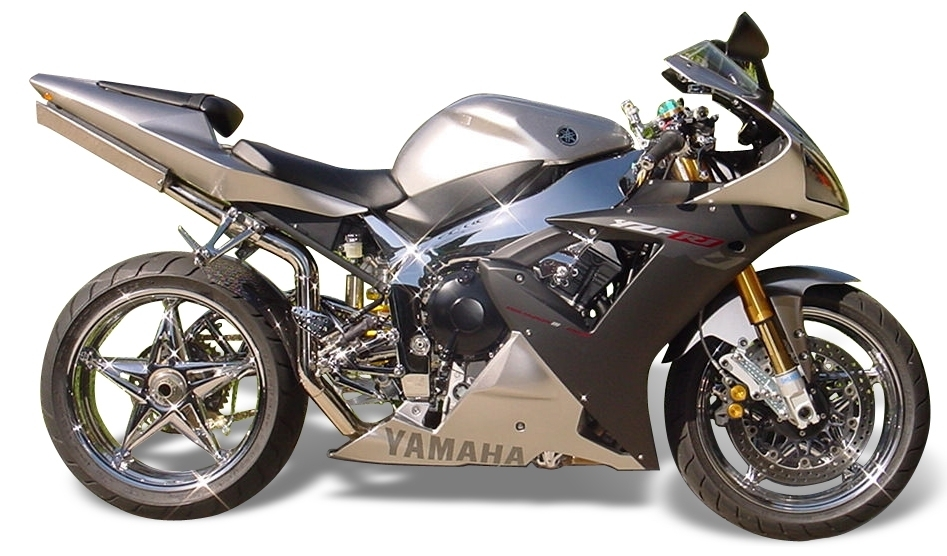
Yamaha YZF-R1
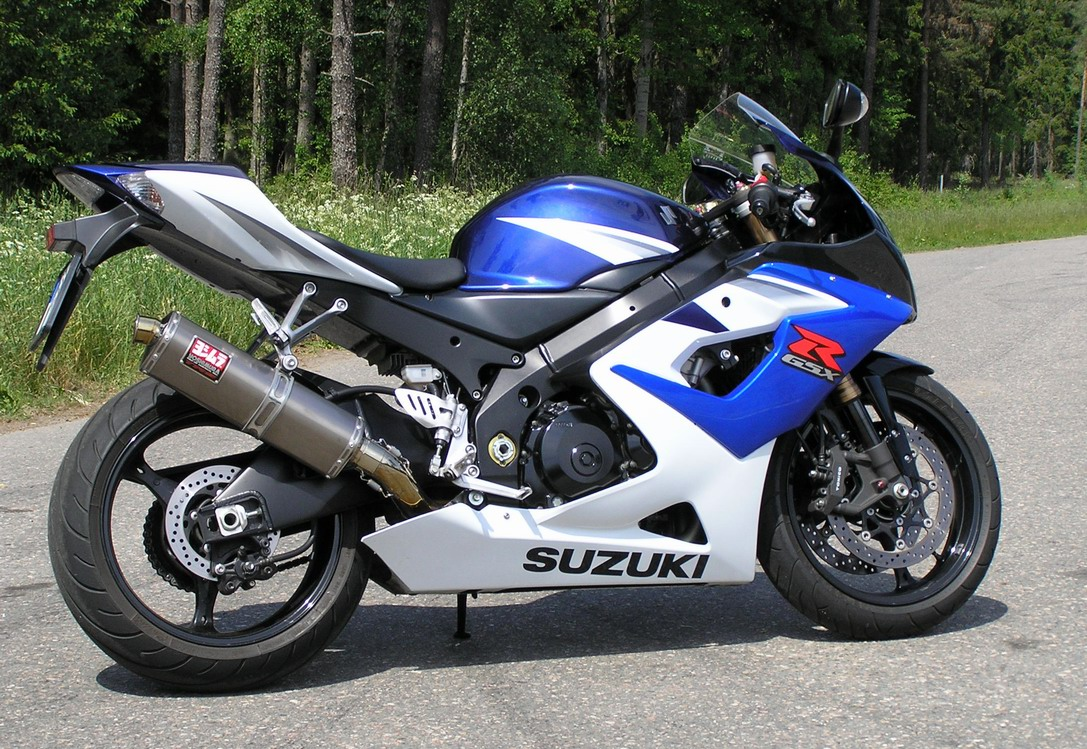
Suzuki GSX-R 1000
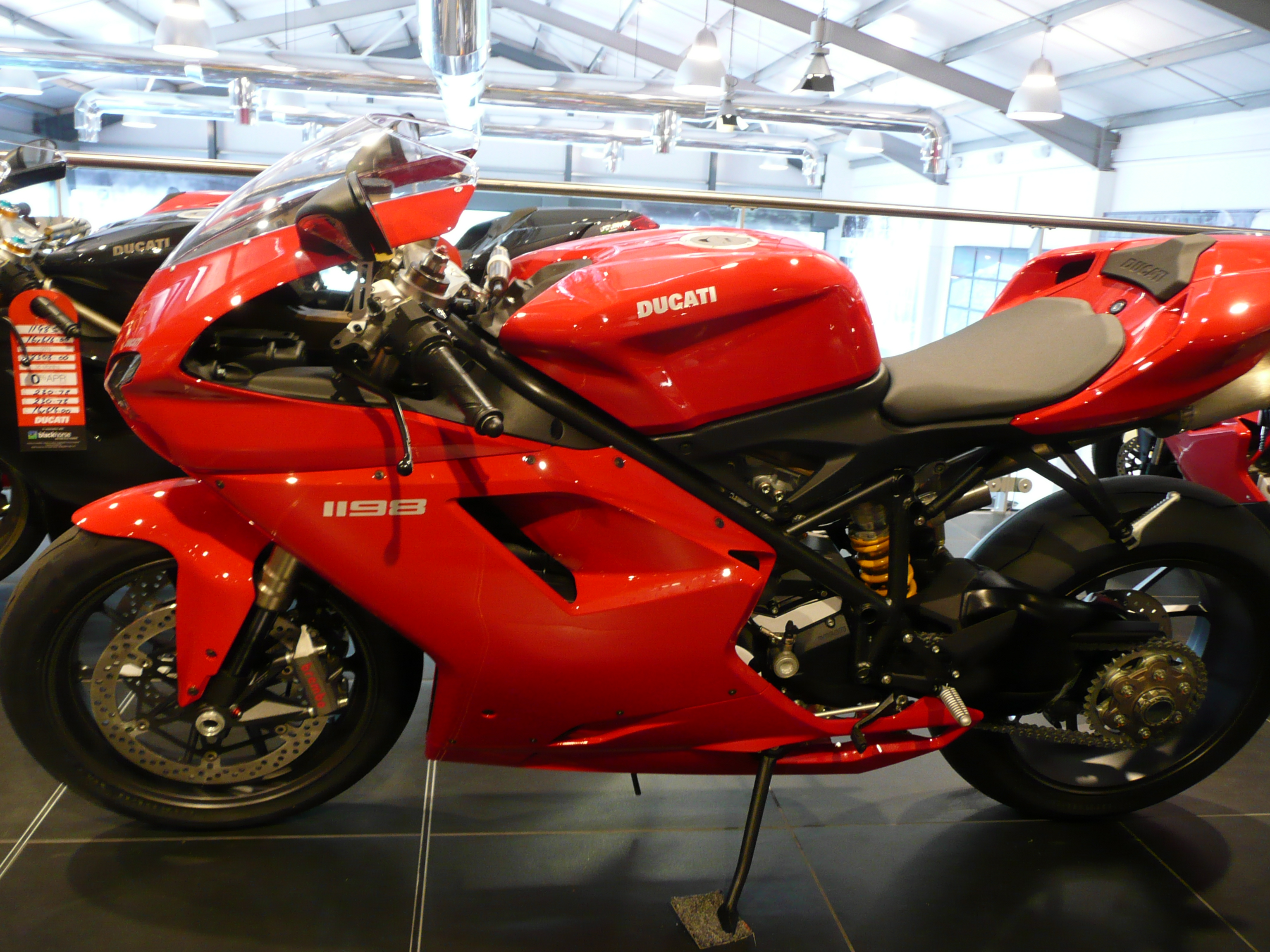
Ducati 1198